# 네카르줄름

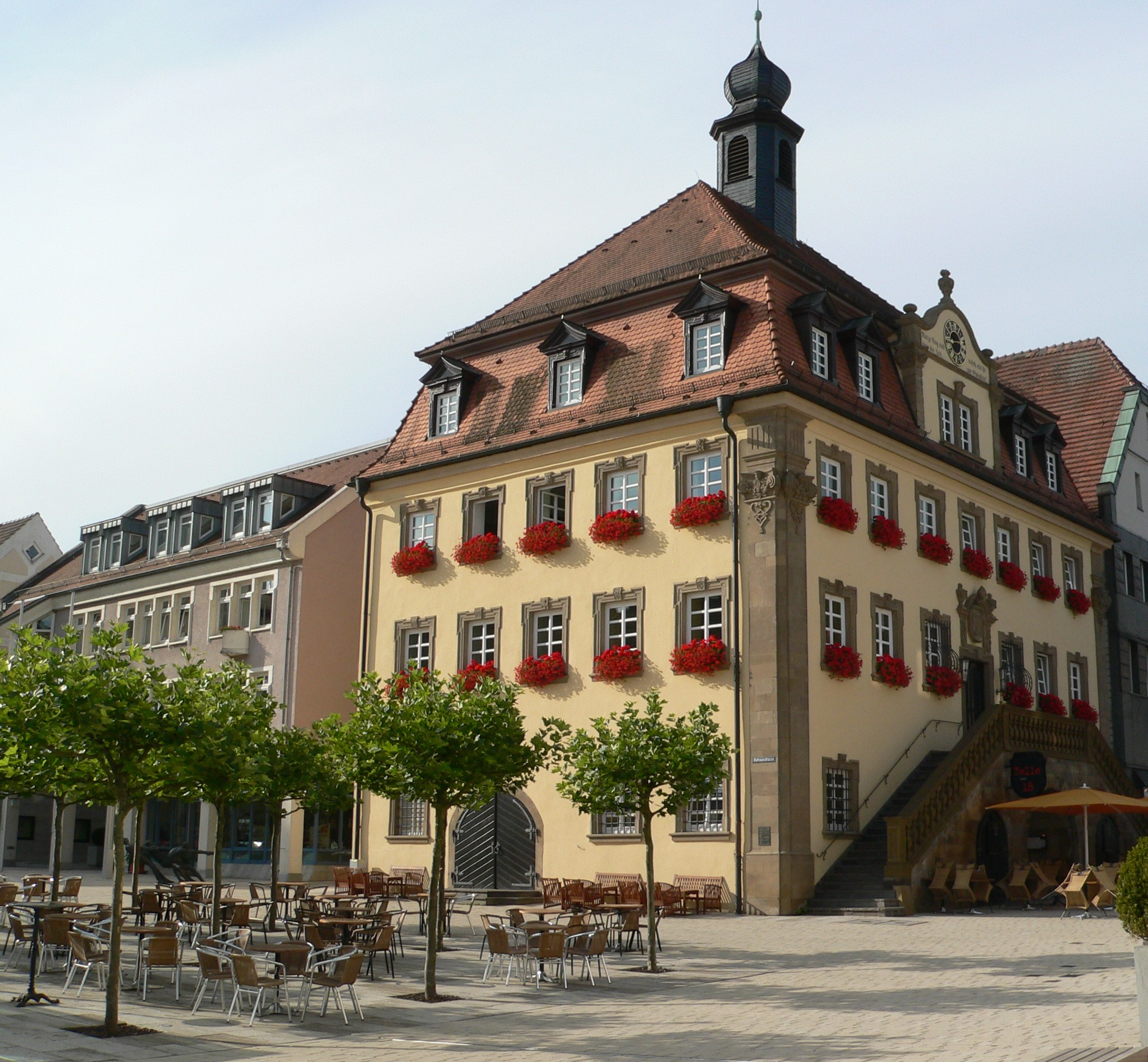
네카르줄름 시청

네카르줄름(독일어: Neckarsulm)은 독일 북부 바덴뷔르템베르크주에 위치한 도시이다. 슈투트가르트 주변에 위치해 있으며 하일브론 지역의 일부이다. 2004년 기준으로 네카르줄름은 27,296명의 거주자가 있었으며, 2011년 12월 31일 기준으로 인구는 26,598명이다.

## 자매 도시
| 도시                   | 나라     |
| ---------------------- | -------- |
| 카르모(Carmaux)        | 프랑스   |
| 보르디게라(Bordighera) | 이탈리아 |
| 그렌헨(Grenchen)       | 스위스   |
| 초파우(Zschopau)       | 독일     |
| 부더케시(Budakeszi)    | 헝가리   |